# Druhá bitva u Chairóneie
Druhá bitva u Chaironeie se odehrála roku 86 př. n. l. I přes značnou početní převahu pontské armády vedené Mithridatovým generálem Archelaem vyhrály Sullovy legie bez větších ztrát. V této bitvě se naplno ukázala taktická vyspělost Římanů, kteří díky své disciplíně obstáli proti řeckým falangám.
Popis této bitvy najdeme u tří starověkých autorů – v Appiánových Válkách s Mithridatem, Frontinových Stratégématech a v Plútarchově Sullově životě (v češtině Životopisy slavných Řeků a Římanů). Tyto popisy se však od sebe vzájemně liší.